# Adriaen van Ostade
Adriaen van Ostade (Haarlem, 1610. december 10. – Haarlem, 1685. április 30.) holland festő, Isaac van Ostade bátyja.

## Élete
Jan Hendricx Ostade takács fiaként született Adriaen Jansz Hendricx néven. A "van Ostade" nevet később vette fel öccsével együtt, s mindketten Frans Hals tanítványai voltak, életük túlnyomó részét szülővárosukban töltötték. 1632-ben megfordult Utrechtben. 28 évesen házasodott, ám felesége két évvel később, 1640-ben elhunyt. 1657-ben elvette Anna Ingels-t, 1666-ban újra megözvegyült. Ezt követően műtermet nyitott és tanítványokat vállalt. Mestere volt többek között az alábbi művészeknek: Cornelis Pietersz Bega, Cornelis Dusart, Jan de Groot, Frans de Jongh, Michiel van Musscher, Isaac van Ostade, Evert Oudendijck és Jan Steen. 1672-ben Lübeckbe indult, de végül Amszterdamban kötött ki, Konstantyn Sennepar műgyűjtőnél. Az ott készített rajzait később Jonas Witsen vásárolta meg.

## Művészete
Ostade a híres holland parasztkép-festők között az egyik legnépszerűbb. Nagyon sokat festett és valamennyi képén jóízű, ha nem is éppen válogatós humora, erős festői érzéke, jellemző tehetsége nyilatkozik meg. Pályája első részében, mint Brouwer, az erős hatásokat keresi. Ilyen jellegű képei: a Paraszttánc a csapszékben, a Kártyázó parasztok és parasztasszonyok (1637), Az ízlés, A dorbézolók és A szaglás. A későbbi képeinek finom festői hatása, a mesteri világítás Rembrandtra emlékeztet. Fejlődésének eme tetőpontjáról való képei: A kintornás ember (1640), a Tollmetsző (1641) és a Halkofa, a Paraszttánc (1647), a Parasztok verekedése (1656),  Kettecskén (1642), Paraszttársaság (1661), Lugasban mulató parasztok (1659), A művész műtermében (1663), Falusi iskola (1662), Falusi hangverseny (1665) stb. Utolsó idejében festett képei közül a legkitűnőbb az Utasok pihenője (1671). Számos rézkarcot is készített.

## Galéria

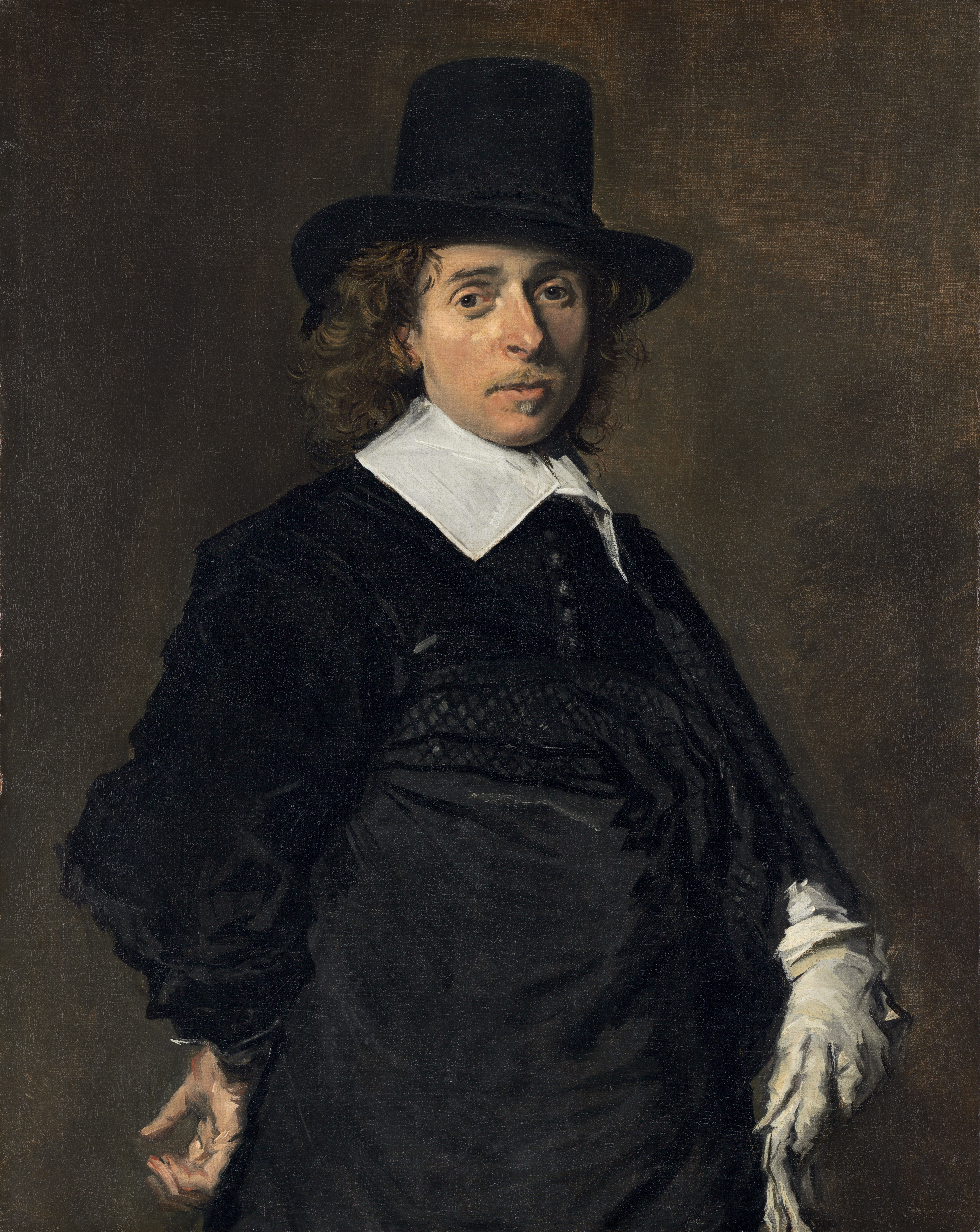
Adriaen van Ostade portréja (Frans Hals alkotása)
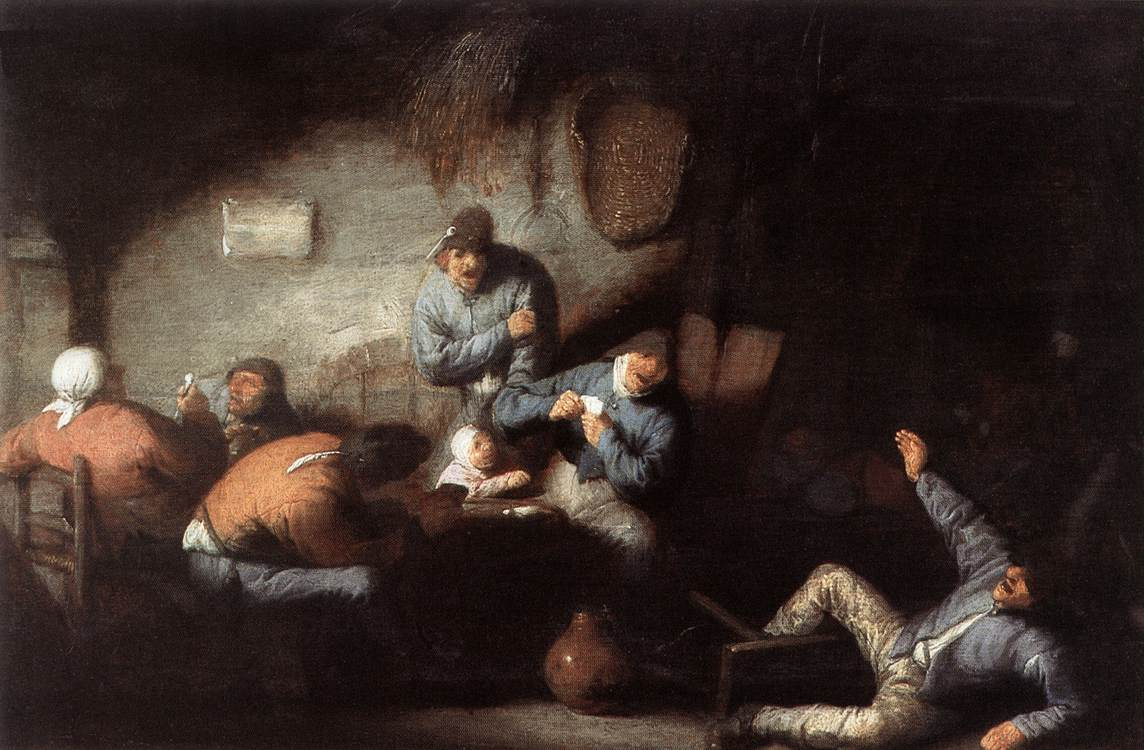
Parasztok a kocsmában
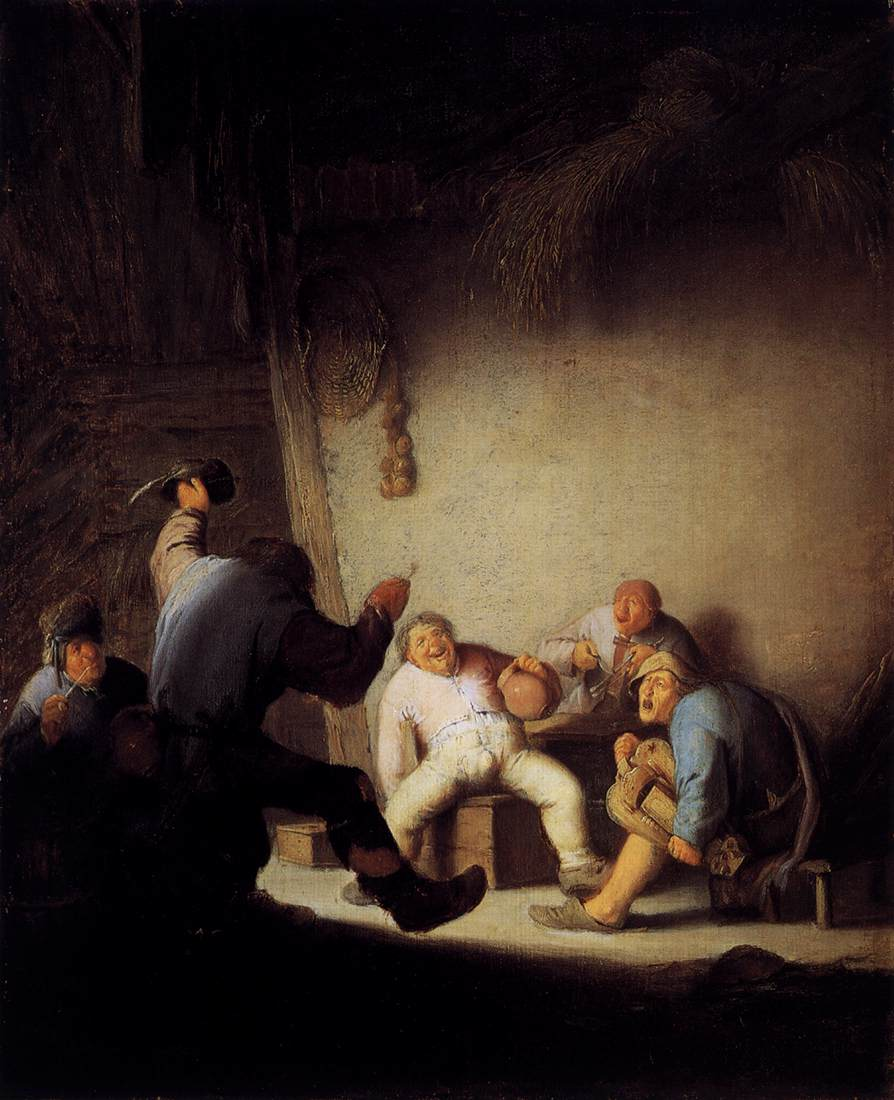
Ivó és muzsikáló parasztok
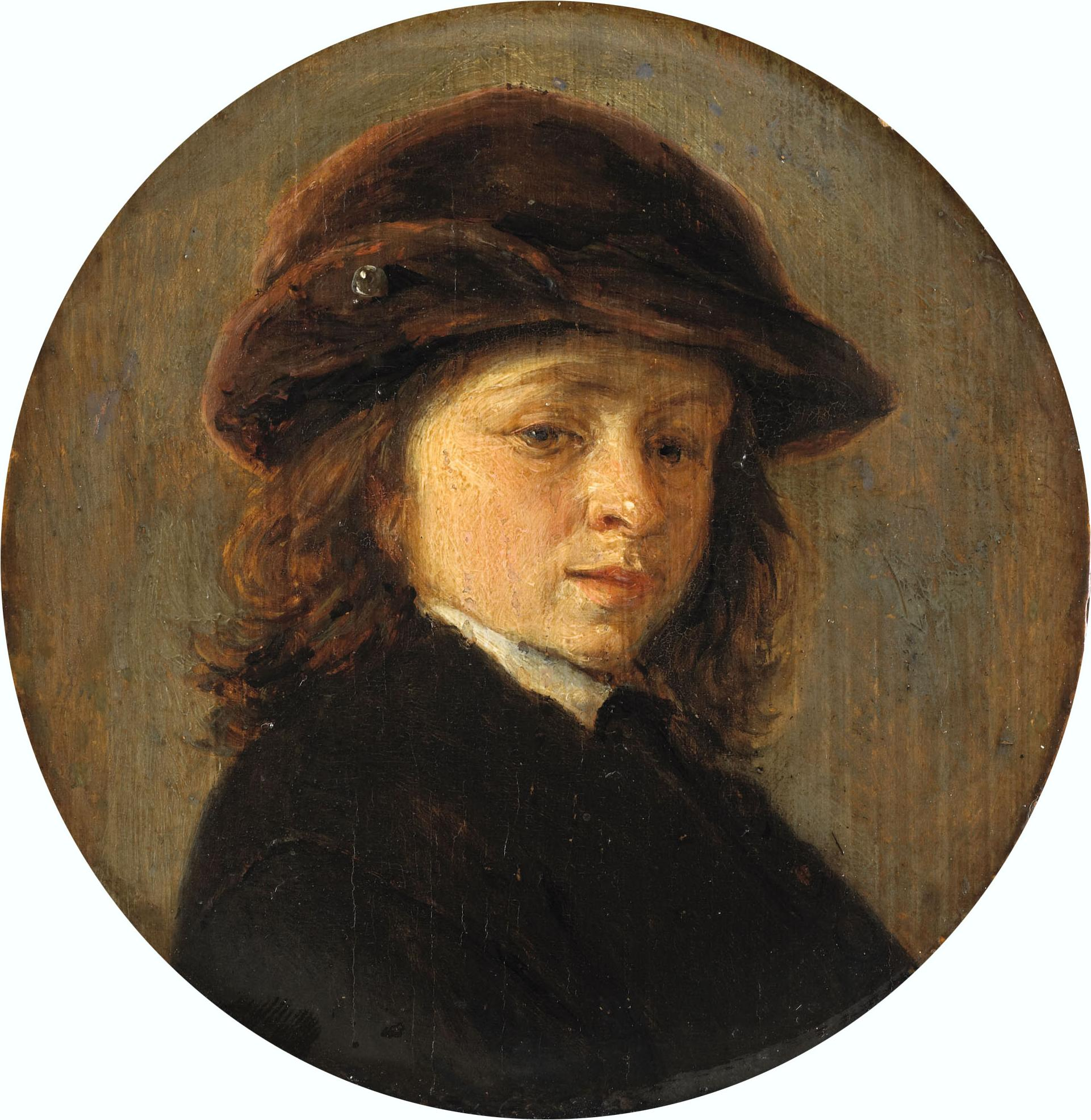
Egy fiú portréja
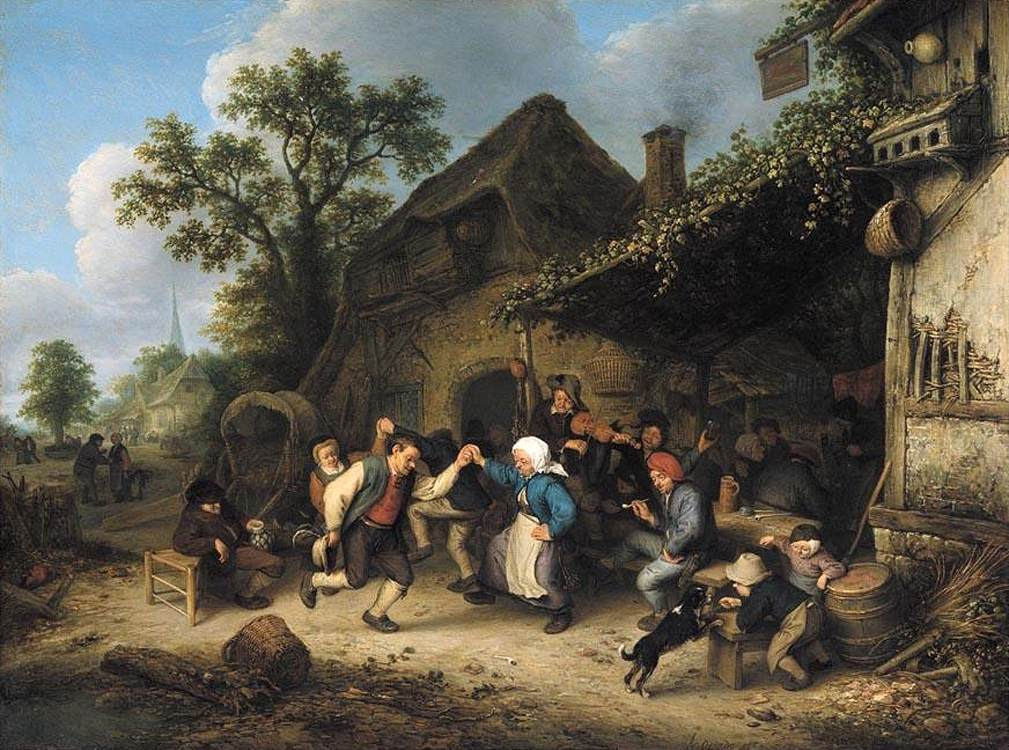
Tivornyáző és táncoló parasztok
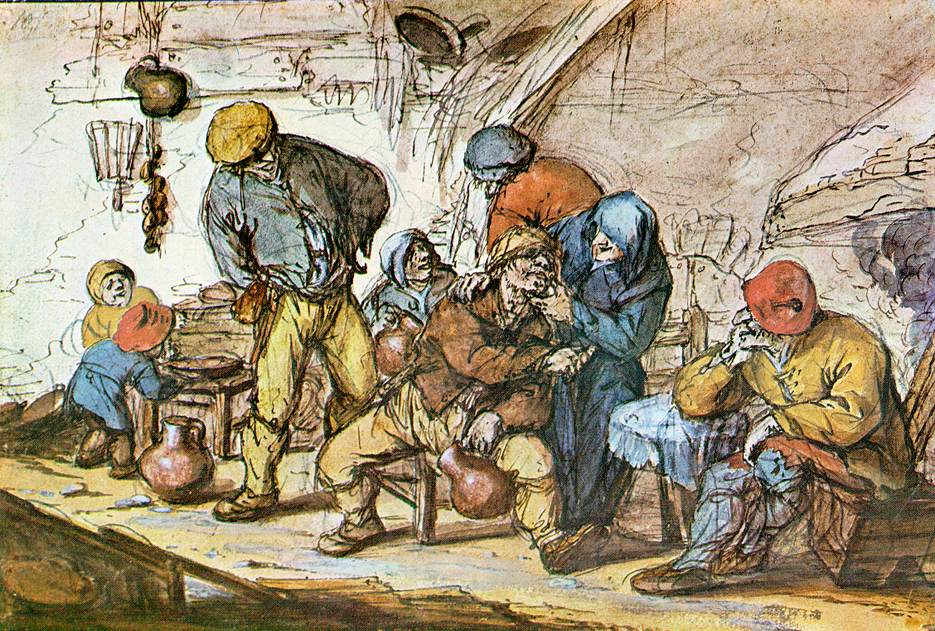
Kocsmai jelenet (akvarell)
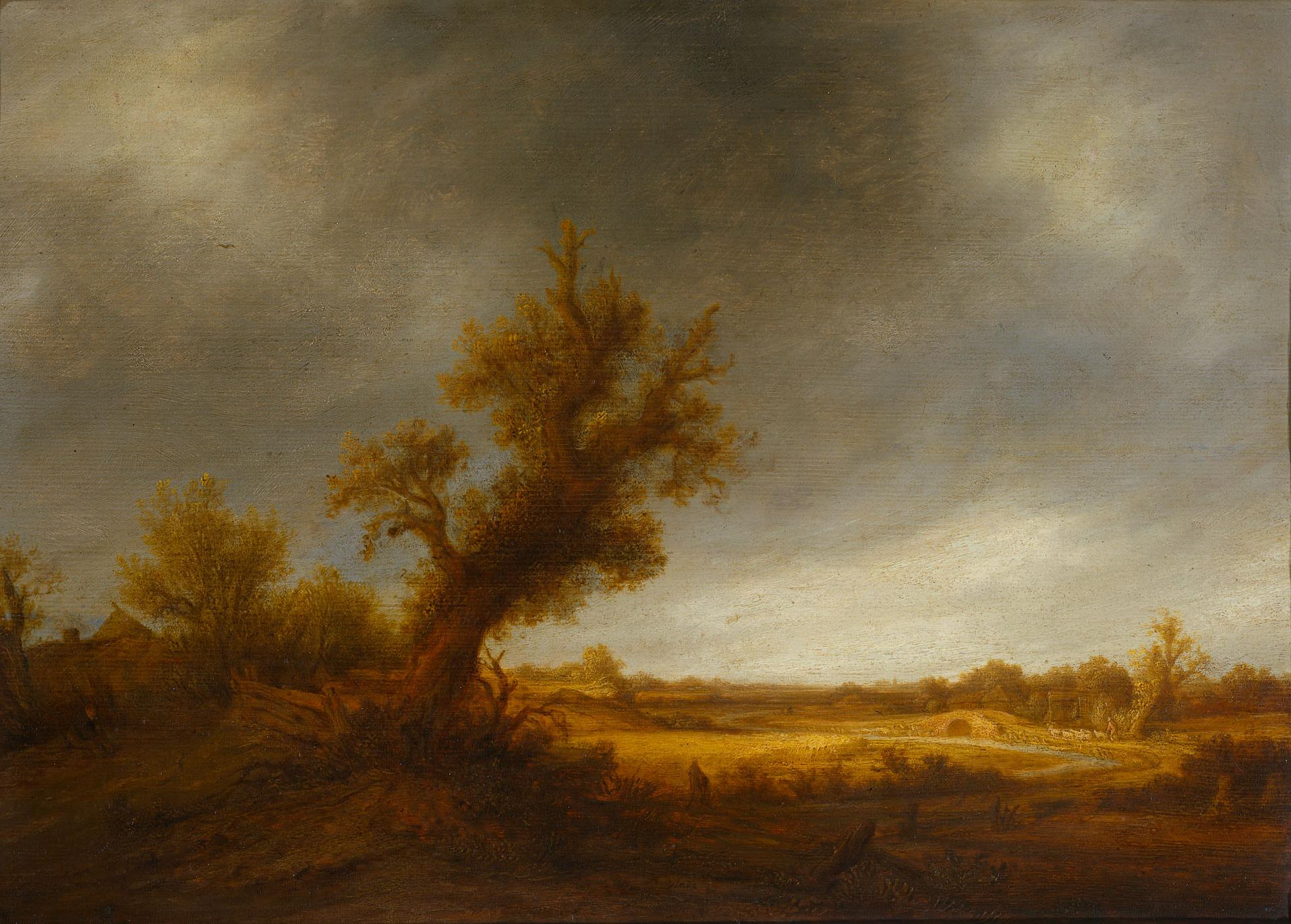
Tájkép egy régi tölgyfával
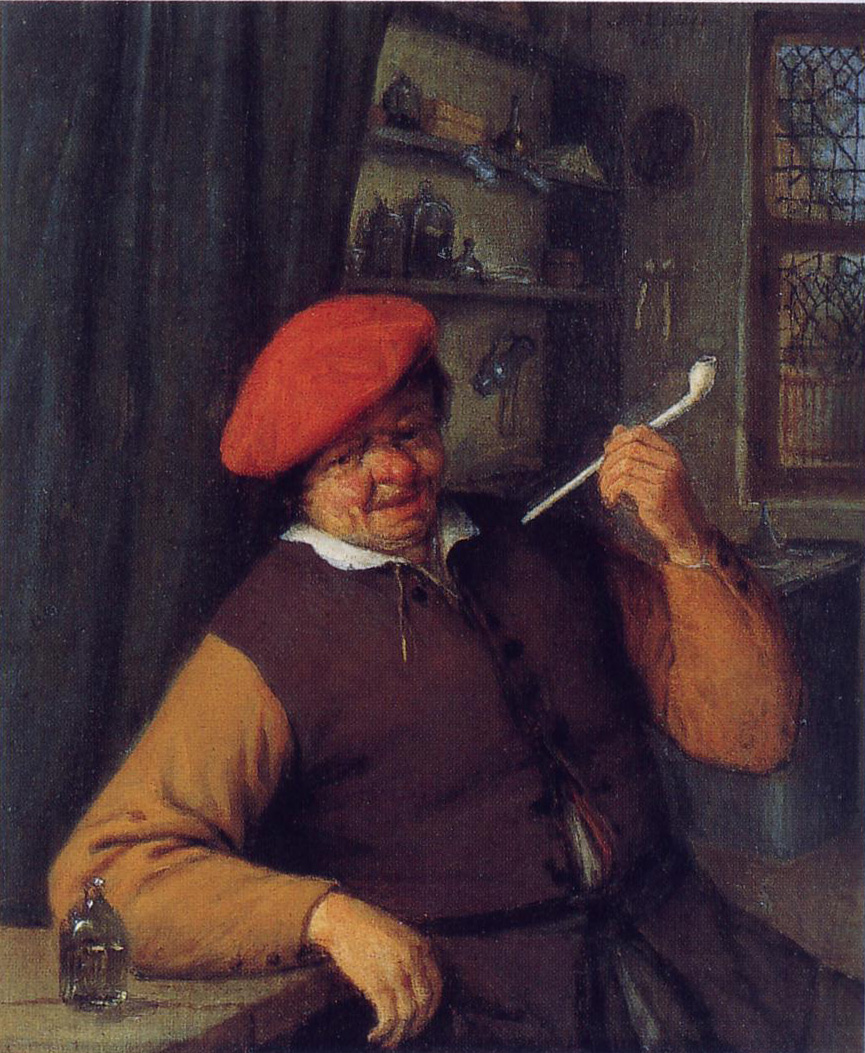
A dohányzó patikus
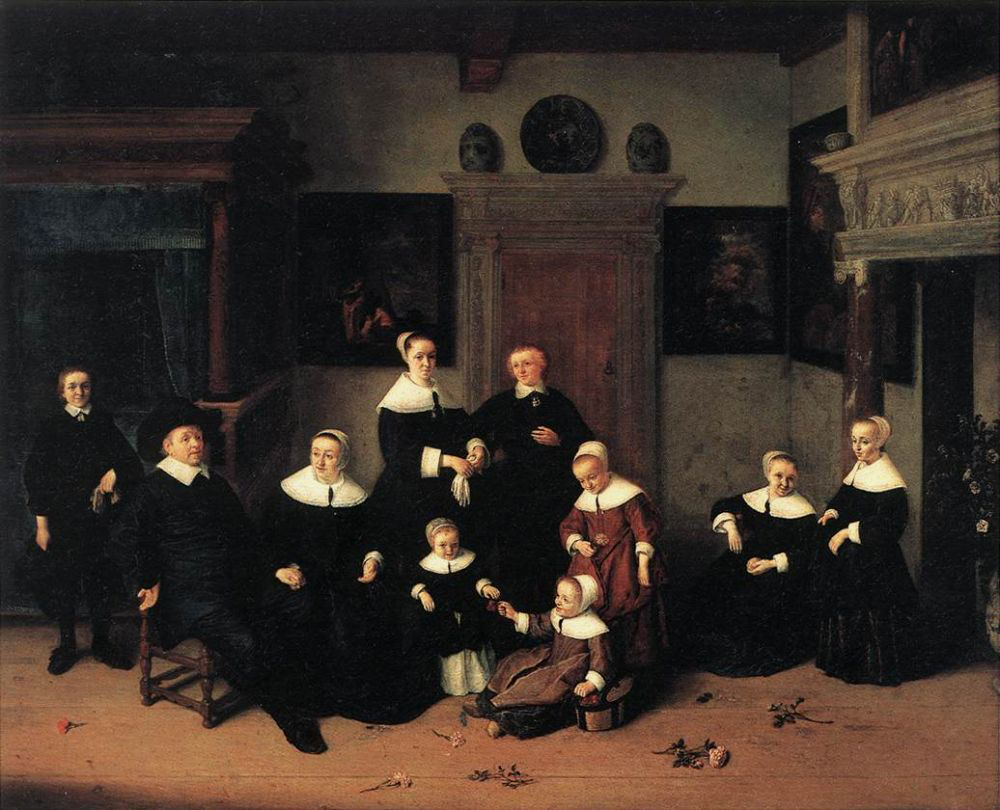
Családi kép
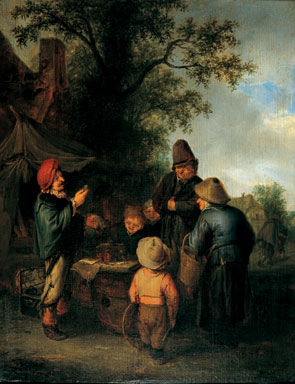
A kuruzsló
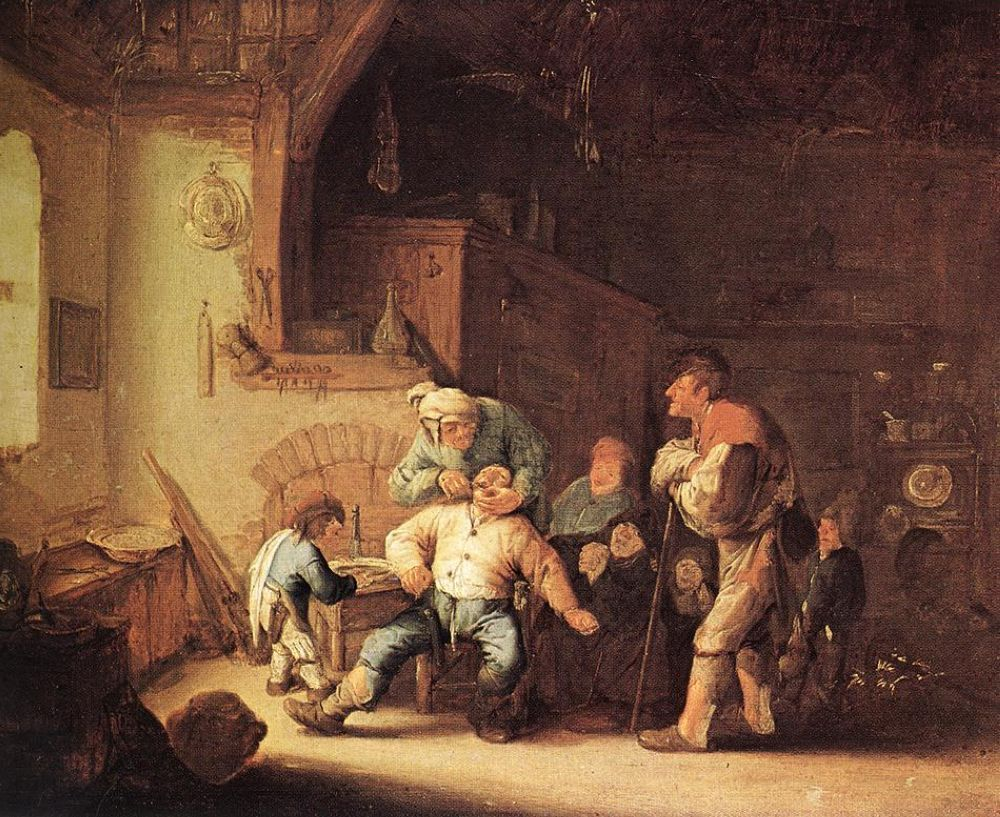
Borbélynál